# Eddie Cochran
Edward Ray "Eddie" Cochran (Albert Lea, Minnesota; 3 de octubre de 1938-Somerset, Inglaterra; 17 de abril de 1960) fue un músico estadounidense de rock and roll, considerado como uno de los pioneros del género. Las canciones de Cochran, como "Twenty-Flight Rock", "Summertime Blues", "C'mon Everybody" y "Somethin' Else", capturaron la frustración y el deseo de los adolescentes a mediados de los años cincuenta y principios de los sesenta contra los cánones establecidos. Experimentó con grabación de multipista, técnicas de distorsión y sobre-grabación incluso en sus primeros singles. Tocaba la guitarra, el piano, el bajo y la batería. Su imagen de joven bien vestido y atractivo con una actitud rebelde personificaba la postura del roquero de la década de 1950, y al morir alcanzó un estatus icónico.
Cochran estuvo involucrado con la música desde temprana edad, tocando en la banda de la escuela y aprendiendo a tocar la guitarra de blues. En 1954, formó un dúo con el guitarrista Hank Cochran (sin relación de parentesco). Cuando se separaron al año siguiente, Eddie comenzó una carrera de compositor con Jerry Capehart. Su primer éxito llegó cuando interpretó la canción "Twenty Flight Rock" en la película The Girl Can't Help It, protagonizada por Jayne Mansfield. Poco después, firmó un contrato de grabación con Liberty Records.
Cochran murió a los 21 años después de un accidente de tráfico, mientras viajaba en un taxi en Chippenham, Wiltshire, durante su gira británica en abril de 1960. En el coche también iba su novia, la compositora Sharon Sheeley y el también músico Gene Vincent. Ambos sobrevivieron. Acababa de actuar en el teatro Hippodrome de Bristol. Aunque sus canciones más conocidas fueron lanzadas durante su vida, más de sus canciones fueron lanzadas póstumamente. En 1987, Cochran fue incluido en el Salón de la Fama del Rock and Roll. Sus canciones han sido grabadas por una gran variedad de artistas de rock.

## Biografía
Eddie Cochran nació y creció en Albert Lea, Minnesota. Empezó su carrera musical en 1955 con un amigo llamado Hank Cochran, que sería más tarde un letrista de música country. A pesar del apellido común, no existía entre ellos ningún lazo de parentesco. El dúo grabó como "The Cochran Brothers" sobre todo material country, aunque registraron buenos ejemplos de rockabilly primitivo en temas como "Fool's paradise", "Latch on" o "Tired and sleepy". Es por esta época cuando Eddie comenzó a trabajar como músico de sesión y a escribir sus propias canciones. Su encuentro con Jerry Capehart, su futuro mánager y productor, significó un gran impulso para su carrera en solitario. Con él grabó su primera maqueta con la que consiguió un contrato con Liberty records.

### Debut
Debutó como solista en 1956 con el sencillo Skinny Jim, un buen tema que fracasó comercialmente. Ese mismo año, Boris Petroff le preguntó si querría aparecer en la película The Girl Can't Help It. Eddie acordó y cantó una canción titulada Twenty-Flight Rock que, a pesar de tener todas las características de los éxitos del momento, no fue promocionada, aunque posteriormente se convirtió en un clásico del rock and roll versionada por muchos artistas. En 1957, Cochran tuvo su primer éxito, Sittin in the Balcony, una de sus pocas canciones escritas por otro (concretamente John D. Loudermilk). Durante ese año consiguió también algunos éxitos locales con los temas Jeannie, Jeannie, Jeannie y Cut across Shorty. Su sonido por entonces no se aleja demasiado del eco y la reverberación del rockabilly, siendo considerado por muchos aficionados como uno de los puntales del género. Sin embargo, Cochran es mucho más recordado a nivel popular por una canción escrita por él mismo, Summertime Blues, que ayudaría a modelar el futuro del rock de finales de los años 1950 y principios de los 60, tanto lírica como musicalmente. En ella nos ofrece una nueva visión sonora del rock and roll, con la voz más rasgada y el sonido de su guitarra decididamente más metálico, que le llevaría al #9 de las listas pop de Billboard. Tras el bombazo de Summertime blues la corta carrera de Cochran incluyó solo unos pocos éxitos más, como C'mon Everybody, Somethin' Else, y ya fallecido, My Way (que no debe confundirse con el tema atribuido a Paul Anka, que en realidad solo es una canción popular adaptada al inglés por Paul Anka, basada en la canción francesa Comme d'habitude, escrita por Claude François y Jacques Revaux con letra en francés de Claude François y Gilles Thibaut), Weekend, Nervous Breakdown, y su póstumo #1 en Gran Bretaña, Three Steps to Heaven.
La muerte en febrero de 1959, en accidente aéreo, de Buddy Holly, Ritchie Valens y The Big Bopper, de los cuales era amigo personal, le sumió en una profunda depresión que le acompañó hasta su propia muerte, acaecida un año después. Eddie registró una sentida versión del tema "Three stars" en honor de sus camaradas muertos.

## Muerte
El 16 de abril de 1960, sufrió un accidente de tráfico en Chippenham, al estrellarse el taxi en el que viajaba contra una farola, muriendo en el hospital St. Martin's en Bath a las 04:10 PM del domingo 17 de abril de 1960. Su novia, la cantante y letrista Sharon Sheeley y su amigo íntimo y también cantante Gene Vincent, sobrevivieron al accidente. Está enterrado en el cementerio Forest Lawn Cypress en Cypress, California. 
Tras su muerte, se lanza un álbum llamado "My Way" en 1964. The British Label Rockstar Records busca aún hoy canciones inéditas y ha sacado a la luz mucho más material desde principios de los años 1970 que durante toda la vida del músico.
Cuando su novia murió en 2002, por petición propia fue enterrada a su lado.

## Influencia
Al igual que otras figuras del género como Elvis Presley, Bill Haley, Chuck Berry, Bo Diddley, Jerry Lee Lewis, Buddy Holly, Fats Domino o Little Richard, la influencia de Cochran ha sido enorme, como compositor y letrista y también como músico e innovador en el estudio. Junto a Jerry Capehart, desarrolló técnicas de doblaje de pistas y recordings. Grabó un buen número de instrumentales donde dejó constancia de su categoría como ejecutante y arreglista, tocando en muchos de ellos todos los instrumentos. Cochran es también conocido por hacer universalmente famoso su instrumento favorito, la guitarra eléctrica Gretsch 6120.
Cuenta la leyenda (y al parecer ha sido corroborado por el propio interesado)[cita requerida] que cuando John Lennon conoció a Paul McCartney, este se ganó su admiración cuando interpretó una versión de "Twenty-Flight Rock". Entre los artistas influenciados por Eddie se encuentran The Who, que también obtuvieron un hit con su versión de "Summertime blues"; Rod Stewart quien tempranamente interpretó su clásico Cut Across Shorty, Rory Gallagher; Marc Bolan de T. Rex, quien pintó su guitarra Gibson Les Paul usando el diseño de la Gretsch 6129 de Eddie Cochran; los Rolling Stones, que en su álbum directo "Still Live" versionaban el "Twenty Flight Rock", o a Brian Setzer, a quien la madre de Cochran entregó buena parte de su vestuario, y sus Stray Cats. El propio Setzer encarnó a Eddie Cochran en la película "La Bamba" (1987). 
En los años 70s el movimiento punk reconoció en Eddie un modelo de inconformismo y rebeldía juvenil, y en la película "The great rock and roll swindle" (1979), Sid Vicious interpretó dos versiones legendarias de "C'mon everybody" y "Something else".
En 1987, Eddie Cochran fue incluido en el Salón de la Fama del Rock and Roll.

## Discografía
| Año  | Sencillo                                           | Posición | Posición | Posición | Posición |
| Año  | Sencillo                                           | US       | UK       |          |          |
| ---- | -------------------------------------------------- | -------- | -------- | -------- | -------- |
| 1956 | "Skinny Jim"                                       | 4        | 4        |          |          |
| 1957 | "Sittin' In The Balcony"                           | 2        | 2        |          |          |
| 1957 | "One Kiss"                                         | 1        | 1        |          |          |
| 1957 | "Drive-In Show"                                    | 3        | 3        |          |          |
| 1957 | "Twenty-Flight Rock"                               | 1        | 1        |          |          |
| 1958 | "Jeannie, Jeannie, Jeannie"                        | 2        | 2        |          |          |
| 1958 | "Teresa"                                           | 3        | 3        |          |          |
| 1958 | "Summertime Blues"                                 | 1        | 1        |          |          |
| 1958 | "C'mon Everybody"                                  | 1        | 1        |          |          |
| 1959 | "Teenage Heaven"                                   | 1        | 1        |          |          |
| 1959 | "Somethin' Else"                                   | 2        | 1        |          |          |
| 1959 | "Hallelujah I Love Her So"                         | 3        | 2        |          |          |
| 1960 | "Three Steps To Heaven"                            | 1        | 1        |          |          |
| 1960 | "Lonely"                                           | 3        | 3        |          |          |
| 1960 | "Sweetie Pie"                                      | 2        | 3        |          |          |
| 1960 | "Weekend"                                          | 4        | 4        |          |          |
| 1960 | "—" significa que no entró en las listas de éxitos |          |          |          |          |